# Bora Kostić
Pour les articles homonymes, voir Kostić.
Borivoje Kostić, appelé le plus souvent Bora Kostić (né le 14 juin 1930 à Obrenovac, royaume de Yougoslavie - mort le 10 janvier 2011 à Belgrade), est un footballeur serbe. 

## Biographie
Il marque 26 buts en 33 sélections avec l'équipe de Yougoslavie entre 1956 et 1964.
Il fait partie de l'équipe yougoslave qui atteint la finale de l'Euro 1960 contre l'URSS et qui remporte la médaille d'or aux Jeux olympiques de Rome la même année.
À l'exception d'une saison à Vicence, Kostić fait l'essentiel de sa carrière à l'Étoile rouge Belgrade (257 matches joués et 158 buts inscrits de 1951 à 1966) où il reste une légende.
Il meurt le 10 janvier 2011 .